# The Inchtabokatables

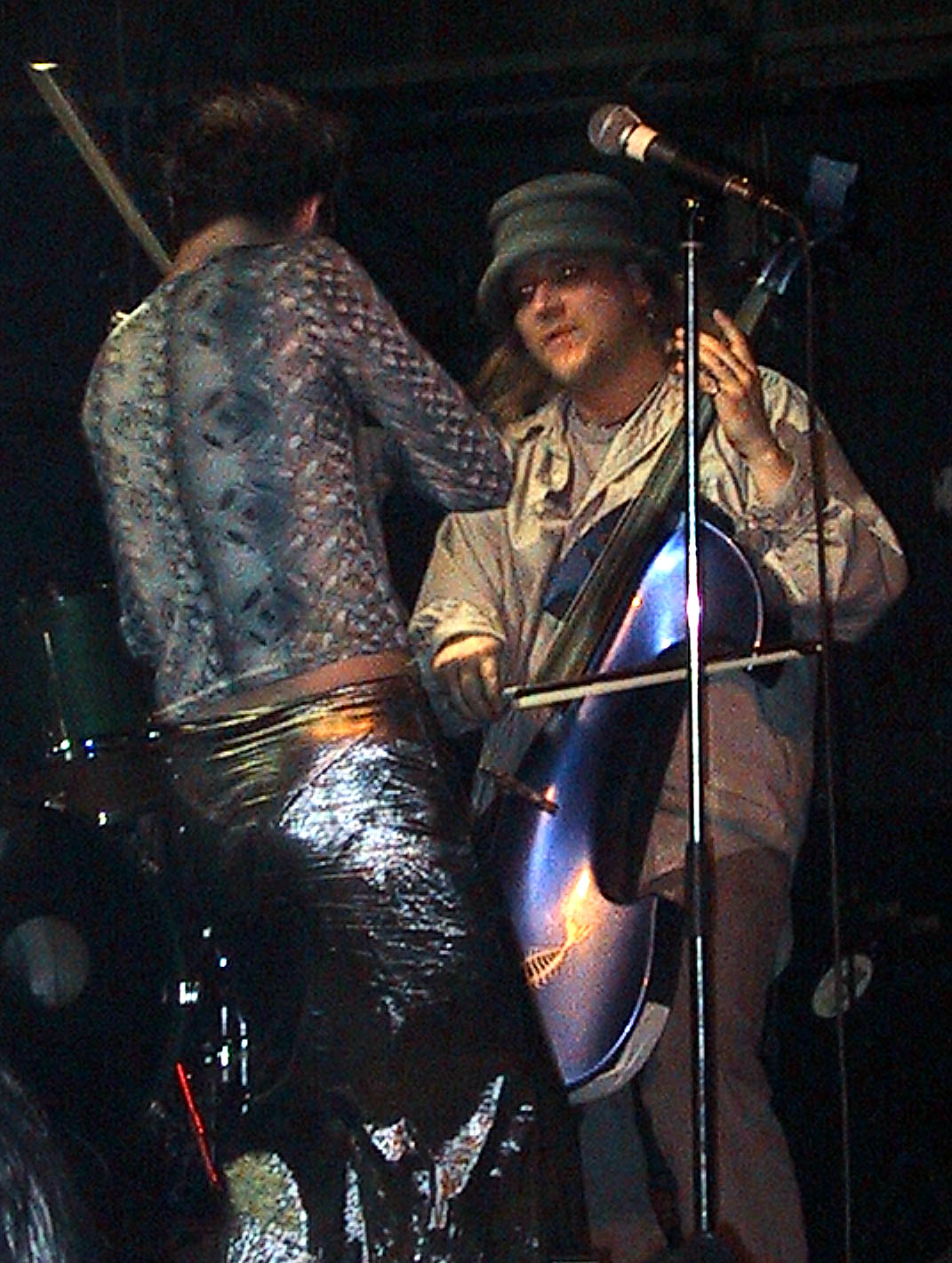
Выступление в 2001 году

The Inchtabokatables — немецкий музыкальный коллектив, существовавший с 1991 по 2002 год. Участники играли только на классических музыкальных инструментах — на виолончели, скрипках, бас-гитаре. Жанр менялся от фолк-рока и мидивал-фолк-рока до панк-рока и индастриал-метала на поздних альбомах.

## История
Группа была сформирована 7 февраля 1991 года в берлинском пабе «Bärenschenke». В первоначальный состав вошли Роберт Бекманн (B. Breuler), Тобиас Унтерберг (B. Deutung), Ян Клемм (Herr Jeh), Франциска Шуберт (Franzi Underdrive) и Тит Жани (Kokolorus Mitnichten). Франциска покинула группу вскоре после выхода дебютного альбома «Inchtomanie» и была заменена Оливером Риделем (Orgien-Ollie). После выхода «White Sheep» Ридель присоединился к группе Rammstein. Следом к группе присоединился Торстен Мюллер (Tomato), с которым был записан альбом Ultra. Но спустя год, в 1995 году он был заменен Дирком Хаверкампом (Moeh). С ним вышли альбомы «…Quiet!» (1997), «Too Loud» (1998). В 2000 году был представлен сборник «Nine Inch Years», состоящий из лучших их песен. В марте 2001 года был издан последний студийный альбом «Mitten Im Krieg». А 30 сентября 2002 года был выпущен живой альбом «Ultimate Live» и группа распалась.. Сейчас участники заняты в разных музыкальных коллективах. В 2010 году у Роберта Бекманна (B.Breuler) вместе с группой Grüßaugust, где так же отметился Тит Жани (Kokolorus Mitnichten / Dr. Tinitus Banani) вышел альбом «Le punk c’est moi». В 2013 году у Grüßaugust вышел одноимённый альбом.

## Состав

##### Последний состав (1995—2002)
- «B.Breuler» (нем. Robert Beckmann) — вокал, скрипка (1991—2002)
- «B.Deuntung» (нем. Tobias Unterberg) — виолончель (1991—2002)
- «Herr Jeh» (нем. Jan Klemm) — скрипка (1991—2002)
- «Kokolorus Mitnichten»/ «Dr.Tinitus Banani» (нем. Titus Jany) — ударные (1991—2002)
- «Moeh» (нем. Dirk Haverkamp) — бас-гитара (1995—2002)

###### Бывшие участники
- Franzi Underdrive (нем. Franziska Schubert) — бас-гитара (1991—1992)
- «Orgien-Ollie» (нем. Oliver Riedel) — бас-гитара (1992—1994)
- «Tomato» (нем. Torsten Müller) — бас-гитара (1994 −1995)

## Дискография

### Студийные альбомы
- 1992 — Inchtomanie
- 1993 — White Sheep
- 1994 — Ultra
- 1997 — Quiet
- 1998 — Too Loud
- 2001 — Mitten Im Krieg

### Видео
- 2002 — Das Inchtabokatable

### Сборники
- 2000 — Nine Inch Years
- 2002 — Ultimate Live

### Синглы
- 1995 — Merry Christmas / X-mas in the Old Man’s Hat
- 1997 — Übertrieben / Western Song
- 1998 — You Chained Me Up
- 2001 — Come With Me